# Chris Killen
Chris Killen, född den 8 oktober 1981 i Wellington, Nya Zeeland, är en nyzeeländsk före detta fotbollsspelare.

## Klubbkarriär
Killen flyttade från Nya Zeeland till Manchester City 1999 för spel i Citys ungdomslag. Han lånades 2000 ut till den walesiska klubben Wrexham FC där han gjorde sin A-lagsdebut. Han lånades säsongen därpå ut till Port Vale FC, men kallades tillbaka till Manchester City när ett flertal anfallare var skadade. Han fick göra totalt tre inhopp i Premier League innan han såldes efter den säsongen.
Inför säsongen 2002/2003 kom Killen till Oldham Athletic FC och där blev han kvar i tre och en halv säsong. Han hann med att göra 28 mål på de 78 matcherna han spelade. Killen var dock skadeförföljd och fick i januari 2006 flytta till den skotska klubben Hibernian FC utan övergångssumma. Han fick en mycket bra start i den skotska klubben, men när han blev erbjuden en förlängning med klubben under våren 2007 tackade han nej och kunde under sommaren gå vidare utan övergångssumma då hans kontrakt löpte ut.
Killen skrev då ett treårskontrakt med den skotska storklubben Celtic FC. I början fick han en del speltid, men senare under säsongen blev han fjärdevalet i anfallet och fick inte mycket speltid. Under våren 2009 lånades Killen ut till Norwich City FC i England. Under säsongen 2009/2010 fick han allt mer speltid. I januari 2010 flyttade Killen till engelska Middlesbrough FC i Premier League på ett kontrakt som löper ett halvår till och med juni 2010.

## Landslagskarriär
Killen har spelat i både Nya Zeelands U20- och U23-landslag. Han deltog med U23-landslaget i Sommar-OS 2008 i Peking som en av tre tillåtna spelare över 23 år, tillsammans med Ryan Nelsen och Simon Elliott.
Killen debuterade för Nya Zeelands landslag den 19 juni 2000 i Oceanska mästerskapen mot Tahiti. Han deltog i Confederations Cup 2009 och han spelade i de båda avgörande kvalmatcherna till VM 2010 mot Bahrain. Han är även uttagen till Nya Zeelands preliminära trupp till VM 2010 i Sydafrika.